# Joshua Booth
Joshua Booth (conocido como Josh Booth; Melbourne, 9 de octubre de 1990) es un deportista australiano que compitió en remo.
Participó en tres Juegos Olímpicos de Verano, obteniendo una medalla de plata en Río de Janeiro 2016, en la prueba de cuatro sin timonel, y el sexto lugar en Londres 2012 y en Tokio 2020, en ocho con timonel. Ganó una medalla de plata en el Campeonato Mundial de Remo de 2018.

## Palmarés internacional
| Juegos Olímpicos   | Juegos Olímpicos        | Juegos Olímpicos | Juegos Olímpicos   |
| Año                | Lugar                   | Medalla          | Prueba             |
| ------------------ | ----------------------- | ---------------- | ------------------ |
| 2016               | Río de Janeiro (Brasil) | Medalla de plata | Cuatro sin timonel |
| Campeonato Mundial |                         |                  |                    |
| Año                | Lugar                   | Medalla          | Prueba             |
| 2018               | Plovdiv (Bulgaria)      | Medalla de plata | Ocho con timonel   |